# Людмила Бохемска
Людмила Чешка или Бохемска (на немски: Ludmilla von Böhmen; на чешки: Ludmila Přemyslovna; * ок. 1170; † 4 август 1240, Ландсхут) е бохемска принцеса от династията Пршемисловци и чрез женитби графиня на Боген и херцогиня на Бавария.

## Живот
Дъщеря е на бохемския херцог Фредерик (1141/2 – 1189) и Алжбета Геза Унгарска (1144/45 – сл. 1189), дъщеря на унгарския крал Геза II (упр. 1141 – 1162) и Ефросина Киевска (1130 – 1186). Тя е братовчедка на Отокар I, крал на Бохемия през 1198 – 1230 г. Нейната по-голяма сестра София († 1195) се омъжва през 1186 г. за маркграф Албрехт I от Майсен. Другата ѝ сестра Елена (* 1158), се омъжва през 1164 г. за Петър Комнин, син на византийския император Мануил I Комнин.
Людмила се омъжва през 1184 г. за граф Алберт III фон Боген (1165 – 1197). От брака им се раждат трима сина. През 1195/1196 г. Алберт III последва император Хайнрих VI в кръстоносния поход (1197) в Италия, прави огромни задължения и помага на Бохемия да стане кралство. По време на похода той умира на 20 декември 1197 г. на 32 години.
В края на октомври 1204 г. Людмила се омъжва втори път в Келхайм за херцог Лудвиг I Келхаймерски (1173 – 1231), херцог на Бавария и пфалцграф при Рейн от фамилията Вителсбахи, бивш противник на първия ѝ съпруг. Лудвиг е добър баща на нейните доведени синове.
През 1231 г. Лудвиг е убит на моста в град Келхайм. Людмила основава през 1232 г. манастир Зелигентал в Ландсхут, като гробно място на Вителсбахите, където започва да живее и е погребана там.

## Деца
От брака си с граф Алберт III фон Боген има трима сина:
- Бертхолд III/IV (* ок. 1190; † 12 август 1218), убит в Петия кръстоносен поход), граф на Боген, женен за Кунигунда фон Хиршберг († сл. 2 февруари 1249), дъщеря на граф Гебхард II фон Хиршберг († сл. 1232) и Агнес фон Труендинген († сл. 1232). Кунигунда се омъжва втори път пр. 17 август 1223 г. за граф Конрад фон Васербург († 28 януари 1259)
- Лиутполд († 10 май 1221), граф на Боген (1209), става пробст в „Алтен Капеле“ в Регенсбург (1215) и фогт на Нидералтайх
- Адалберт/Алберт IV/V († 15 януари 1242), граф на Боген, кръстоносец (тръгва 1209/10 г. с император Ото IV в Италия, 1217/1218 в кръстоносния поход в Египет, 1234/35 г. в Палестина); последен мъжки представител на рода, женен за Рихенца фон Дилинген († 20 юни), дъщеря на граф Адалберт III фон Дилинген († 15 февруари 1214) и (Хайлика) фон Вителсбах († сл. 1180), дъщеря на херцог Ото I от Бавария († 1183) и графиня Агнес фон Лоон († 1191). Негов наследник е полубрат му баварския херцог Ото II фон Вителсбах († 1253).
- вер. Диполд († 1219), духовник в Регенсбург

От брака си с херцог Лудвиг I Келхаймерски има един син:
- Ото II Светлейши (* 7 април 1206, † 29 ноември 1253), херцог на Бавария и пфалцграф при Рейн, 1222 г. женен за Агнес фон Брауншвайг (1201 – 1267)